# ArchiCAD
ARCHICAD je CAD systém, software původně vyvíjený pro platformu Macintosh v Maďarsku společností Graphisoft. Od své čtvrté verze je k dispozici i pro platformu Microsoft Windows.

## Historie

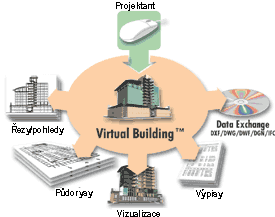
Koncept virtuální budovy

Společnost Graphisoft měla již od začátku vývoje ArchiCADu záměr vytvořit program pro architekty a projektanty, který by pouze nenahradil rýsovací prkno, ale i rozšířil možnosti v souvislosti s vývojem výpočetní techniky a zefektivnil tak navrhování budov. ArchiCAD dnes užívají jak studenti stavařských oborů, tak i zkušení projektanti a architekti. Usnadňuje práci architekta a projektanta i spolupráci jednotlivých profesí díky možnostem tzv. virtuálního 3D modelu budovy (BIM = Building Information Modeling) a parametrickým objektům.
ArchiCAD byl v zásadě prvním výrazným úspěchem firmy Graphisoft. Jeho zavedení, a tedy i uvedení Informačního modelu budovy do praxe se datuje do roku 1987. ArchiCAD je od té doby vlajkovým produktem Graphisoftu. První verze ArchiCADu umožňovala architektům kreslit stěny, okna, dveře, desky a střechy - tyto funkce dodnes zůstávají základem každého BIM architektonického softwaru. Následující verze ArchiCADu postupně představily další možnosti BIM modelování. Mimo jiné například TeamWork, který umožňuje pracovat paralelně několika architektům a profesím na jednom modelu.

## Základní charakteristika
ArchiCAD je software určený architektům, projektantům a dalším profesím, které se uplatňují ve stavebním průmyslu. Je nástrojem pro navrhování, projektování a navíc také simulaci stavby. Umožňuje týmovou spolupráci a koordinované zpracovávání celé projektové dokumentace stavby včetně spravování dokumentů. Využívá principů tzv. Informačního modelu budovy (BIM). Umožňuje paralelní práci jak ve 3D, tak ve 2D a tím zefektivňuje vytváření dokumentace.
V ArchiCADu jsou jednotlivé prvky stavby vytvářeny v podstatě jako ve skutečnosti – práce v ArchiCADu je vlastně stavba (modelace) virtuální budovy. Místo kreslení čar, elips a oblouků se rovnou tvoří zdi, osazují okna a dveře, pojednávají podlahy a stropy, modelují schodiště a konstruují střechy. Takto vzniklá databáze informací, která je dále reprezentovaná nejen 3D modelem, ale i půdorysy, řezy, pohledy, výkazy a tabulkami. Koncept virtuální budovy tedy umožňuje zejména to, že změna v jakémkoliv dokumentu (perspektiva, půdorys, pohled, výkazová tabulka) se automaticky přenese do všech ostatních dokumentů. Projektant tudíž může ušetřit čas, který by musel věnovat tvorbě a následným úpravám jednotlivých výkresů. V ArchiCADu se jedna změna v modelu projeví ve všech souvisejících dokumentech.
Kromě práce s virtuálním modelem však ArchiCAD stále dovoluje pracovat i pouze ve 2D. Do všech typů výkresů je možné dodatečně doplnit text, čáry, výplně apod.

## ArchiCAD 18
18. verze ArchiCADu z roku 2014 přinesla integrované profesionální prostředí pro vizualizace CineRender od firmy Maxon (stejné rendrovací jádro používá Cinema 4D), správu revizí výkresové dokumentace, schopnost pracovat s PDF dokumenty obdobně jako s CAD výkresy (DWG) a nový způsob BIM komunikace prostřednictvím formátu BCF.
si klade za cíl být efektivním nástrojem na tvorbu výkresové dokumentace. V předchozích verzích ArchiCADu 13 a 14, kdy se vývojáři soustředili na spolupráci a datovou výměnu, následoval vývoj verzí 15 a 16, kdy se programátoři Graphisoftu zaměřili na 3D modelování. Výsledkem současné verze ArchiCADu je CAD/BIM software umožňující optimalizovanou datovou výměnu na základě tzv. OpenBIM konceptu spolupráce, nástroj pro modelování libovolných 3D tvarů a v neposlední řadě také nástroj, který se ve své poslední verzi soustředí na zvyšování produktivity zpracování projektové dokumentace z BIM datového modelu.

## Pracovní prostředí
Jedním z hlavních problémů při navrhování a práci ve 3D je, že bez stereoskopického zobrazení nelze určit přesnou polohu kurzoru. ArchiCAD pracuje s pomůckami pracovní roviny, které poskytují vizuální zpětnou odezvu a zobrazují geometrické vazby nutné pro práci s objekty, a 3D vodící čáry, které dělají i "3D rýsování" zcela přirozené. To, aby 3D projektování bylo přehledné i při práci na velkých projektech zajišťují 3D řezné roviny, umožňující v reálném čase pracovat pouze s vybranou částí modelu.

## 3D modelování
Modelování vlastních prvků a konstrukcí vyžaduje pomůcky s mimořádnou flexibilitou. ArchiCAD včleňuje modelování obecných tvarů do nativního BIM prostředí.

### Nástroj MORF
MORF dovoluje vytvořit prvek s jakoukoli geometrií v grafickém prostředí. MORF prvky mohou být vymodelovány od základu nebo lze jakýkoli existující stavební prvek na MORF převést a následně jej deformovat. Nástroj MORF poskytuje optimální řešení pro vytváření vlastních BIM prvků i celých struktur. Poslouží pro rychlé vytvoření hmotové studie (včetně potřebných výkazů) i propracovaný design interiéru.

### Nástroj komplexní střecha
Komplexní střecha představuje nástroj jako jeden prvek pro modelování komplexních tvarů s maximální flexibilitou. Střešní desky zůstávají spojené v jeden integrovaný “systém” a to i po jejich úpravě. Objekt lze upravovat podobně jako jiné polygonální archicadovské struktury jako jsou např. desky. Pakliže je třeba změnit geometrii střechy, jsou automaticky doplněny nebo odstraněny jednotlivé střešní desky. Možnost víceúrovňové struktury včetně úprav jako je přidání atrií, štítů nebo střešních oken, dělají ze střechy komplexní a sofistikovaný nástroj pro návrh jakéhokoli tvaru.

### Nástroj skořepina
Skořepina je určena pro konstruování objektů geometrie typu "revolve", "extrude" a "rule". Skořepina je objekt mnoha možností, jenž lze použít k vymodelování komplexního pláště budovy, stejně tak pro jednotlivé konstrukční prvky i vlastní knihovní objekty. Skořepina je přirozeným BIM objektem, který ArchiCAD plně integruje do BIM prostředí včetně správně vygenerovaných půdorysů a to i v případech, kdy jsou ve skořepině polygonální otvory nebo kdy je na skořepinu aplikována operace s tělesy. Skořepinu lze definovat jako střechu nebo desku, což je zásadní pro správné generování 2D dokumentace a výkazů i sdílení dat prostřednictvím IFC.

## Výkresová dokumentace
ArchiCAD již dlouho nabízí efektivní BIM pracovní postupy pro modelování i rýsování. Přesto mnoho architektonických a projekčních kanceláří využívá BIM systém ArchiCADu pouze pro zpracování koncepčního návrhu a vizualizací a pro další stupně projektu přechází do 2D. Již předchozí verze ArchiCADu 17 - Technologie Vazba konstrukcí dle priorit a Inteligentní stavební materiály - měla za cíl definitivně všechny přesvědčit, že BIM model může být zdrojem automaticky generované projektové dokumentace až do úrovně podrobnosti měřítka 1:50 a že díky tomu neexistuje efektivnější a přesnější způsob, jak dokumentaci vytvářet.

## Týmová spolupráce
ArchiCAD dovoluje pracovat více projektantům současně na jednom projektu a to v prostředí lokální sítě i internetu. BIM obecně přináší kvalitativně vyšší způsob týmové spolupráce. V případě velkých projektů to představuje zvýšené nároky na zpracování toku velkého množství dat. Graphisoft BIM Server, který je standardní součástí ArchiCADu, toto řeší a to i v případě vzdálené týmové spolupráce přes internet. Patentovaná technologie Delta Server™ totiž dramaticky snižuje objemy dat, která se mezi členy týmu aktualizují.

## Knihovny BIM objektů
Elektronické katalogy prvků pro stavbu budov a zařízení interiérů jsou jedním z nejdynamičtěji se rozvíjejících segmentů BIM projektování. Modelovací funkce, 3D grafické uživatelské prostředí a připojení ArchiCADu ke cloudovým BIM databázím umožňují vytvářet, vyhledávat, vkládat a stahovat BIM komponenty dle vlastního výběru. Plně integrované webové portály dělají ze sdílení BIM objektů pilíř mezioborové komunikace. BIMComponents.com je on-line úložištěm GDL objektů (provozovatelem je Graphisoft), které jsou uživatelům ArchiCADu k dispozici. Uživatelé sem mohou prvky ukládat, sdílet je a stahovat, a to i přímo do archicadovských projektů. Do BIMComponents.com lze vstoupit rovnou z ArchiCADu, prostřednictvím dialogového okna nastavení knihovního prvku, nebo nezávisle na ArchiCADu, z prostředí internetového prohlížeče. Vyhledávat lze zadáním jména, typu či vlastnosti hledaného prvku nebo jazykovou verzí.

## Šetrné stavebnictví
Dnes je šetrnost či udržitelnost imperativem všech stavebních projektů. Rozhodnutí, která zásadním způsobem ovlivňují vlastnosti budovy, mají ve svých rukách architekti. Do ArchiCADu integrovaný systém pro vyhodnocování energetické náročnosti nyní podporuje modelování složených tepelných zón. Studie oslunění je generovaná automaticky z modelu. Tato technologie umožňuje architektům provádět spolehlivou dynamickou analýzu energetické náročnosti a následnou optimalizaci virtuální budovy / BIM modelu, jež vychází z automaticky převzaté geometrie 3D přesného konstrukčního modelu a přesných hodinu po hodině on-line získávaných údajů o počasí v místě stavby. K analýzám pro vyhodnocování energetické náročnosti budovy ve fázi návrhu slouží integrovaný nástroj ArchiCADu, který se jmenuje EcoDesigner.

## Datová výměna
Počítačová komunikace mezi architektem/projektantem a specialisty probíhá v zásadě dvěma způsoby: výměnou 2D výkresů nebo sdílením 3D virtuální budovy, resp. BIM modelu (případně kombinací). Na druhou stranu již existují příklady projektů nejen ve světě, ale i v ČR, kdy je vedle klasické dokumentace (generované z BIM modelu) využíván a účastníky sdílen přímo BIM model v souborovém formátu IFC.

### 2D komunikace
Projektová 2D dokumentace, ať chceme či nechceme je v papírové či elektronické podobě stále nejrozšířenější formou projektové dokumentace na všech jejích stupních při komunikaci mezi jednotlivými účastníky stavebního procesu.

#### Export/import DWG
ArchiCAD klade důraz na 2D výměnu dat, Graphisoft se proto soustředí na vývoj DWG překladačů a jejich uzpůsobení logice programu AutoCAD, jehož nativním souborovým formátem je právě DWG. Kombinaci archicadovských půdorysů, řezů a pohledů lze vložit do jednoho DWG výkresu. ArchiCAD zachází inteligentně s Xrefy, při exportu i importu souborů, jejichž součástí Xref je, jsou zachovány vzájemné vazby. Xrefy lze rovněž "administrovat". Archicadovská funkce "spojit" zabezpečuje, že po připojení a odpojení DWG dokumentu zůstává archicadovský projekt datově konzistentní.

#### Export/import PDF
Formát PDF (Portable Document Format) se stal nejpopulárnějším datovým formátem pro publikování a archivaci výkresové dokumentace. Vnitřní engine PDF ArchiCADu podporuje export i import PDF dokumentů. Schopnost načtení PDF dokumentů je perfektní pomůckou pro začlenění výkresů standardizovaných konstrukčních detailů do archicadovské výkresové dokumentace.

### 3D komunikace
Sdílení virtuální budovy neznamená "pouhou" schopnost uložit model ve formátu pro jiný program a zde jej otevřít, ale respektovat zásadní principy komunikace, kdy každá profese má "svůj" model/projekt, se kterým pracuje ve "svém" programu a za který zodpovídá. Archicadovský architektonicko/stavební model je díky své kategorizaci objektů a systému vazeb mezi nimi ideálním "východiskem" 3D komunikace.

#### CAD formáty
Schopnost sdílet data se specialisty je naprosto zásadní pro projektování na počítači. Převodník 3D DXF/DWG v ArchiCADu podporuje tyto formáty vždy do aktuální verze programu AutoCAD, kde přesně "mapuje" vrstvy (hladiny), barevnost per, fonty a bloky. ArchiCAD dokáže zapsat DXF/DWG data obsahující výkresový i modelový prostor. Uživatelsky lze nastavit přesná pravidla pro konverzi jednotlivých objektů a jejich parametrů, možné kolize při začlenění DWG do archicadovské virtuální budovy jsou eliminovány na minimum. ArchiCAD rovněž umí importovat a exportovat vektorový DWF formát AutoCADu a DGN MicroStationu.

#### IFC
Nejvyšší úroveň mezioborové komunikace využívá datový formát IFC, který je vyvíjen pod záštitou mezinárodní aliance BuildingSMART čerpající informace od svých členů z odvětví stavebnictví, softwaru, vládních orgánů a technických specialistů. Kvalita a otevřenost IFC se odrazila v jeho přijetí jako ISO standardu. Díky IFC je vazba ArchiCADu na profesní systémy nezávislá na verzích používaných programů. Architekt/projektant - uživatel ArchiCADu není nucen omezovat své spolupracovníky pouze na ty s konkrétním softwarovým vybavením.
ArchiCAD integruje IFC do svých pracovních postupů. Přímo v ArchiCADu lze editovat IFC parametry objektů. Využití IFC modelů pro řízení změn a koordinaci profesí je základem OpenBIM spolupráce.